# Dalia Molina
Dalia Isabel Molina Chuela (Uruapan, 9 de octubre de 1999) es una futbolista profesional mexicana que debutó en el año 2017 con el equipo Monarcas Morelia Femenil. Desde mayo del 2021, juega como extremo y capitana del club Cruz Azul femenil, consolidándose como una de las pocas futbolistas que han participado ininterrumpidamente en todos los torneos de la Liga MX Femenil.   

## Carrera deportiva
En 2017, inició su carrera futbolística en Morelia en el extinto club deportivo Monarcas Morelia Femenil, debutando como delantera, así como en las posiciones de extremo y como enganche durante su último torneo con el equipo.
Durante su trayectoria en el Monarcas Morelia logró ser la capitana del equipo, acumulando un total de 22 goles de los 83 partidos disputados, así como titular de 68 encuentros, volviéndose un referente dentro de dicho club.
En 2020, tras el anuncio de la transferencia de la franquicia Monarcas Morelia a Mazatlán y la conformación del nuevo club atlético Mazatlán, recibió la propuesta de un nuevo contrato para la apertura 2020, sin embargo, anunció mediante sus redes sociales que formaría parte de los refuerzos de las águilas del América, jugando la temporada 2020/2021.
Con las águilas del América durante el torneo 2020 jugó 16 partidos, de los cuales en 6 de ellos fungió como titular, marcando un total de dos goles. En el torneo posterior, su participación fue de 9 partidos y 4 como titular.
En 2021 de cara a la apertura del torneo mediante las redes sociales oficiales del club Cruz Azul se formalizó su llegada como refuerzo de la liga femenil de dicho equipo.